# Bœsenbiesen
Bœsenbiesen település Franciaországban, Bas-Rhin megyében. Lakosainak száma 317 fő (2022. január 1.). Bœsenbiesen Artolsheim, Baldenheim, Hessenheim, Mussig és Schwobsheim községekkel határos.

## Népesség
A település népességének változása:
| Lakosok száma | 310  | 312  | 327  | 321  | 323  | 321  | 323  | 320  | 317  |
|               | 2013 | 2015 | 2016 | 2017 | 2018 | 2019 | 2020 | 2021 | 2022 |